# Götz Spielmann
Götz Spielmann (ur. 11 stycznia 1961 w Wels) – austriacki reżyser, scenarzysta, aktor i producent filmowy. Poza pracą w filmie zajmuje się również reżyserią teatralną w Linzu.

## Życiorys
Po studiach reżyserskich i scenariopisarskich na wiedeńskim Uniwersytecie Muzyki i Sztuk Scenicznych kręcił filmy krótkometrażowe i telewizyjne. Jego pełnometrażowym debiutem był dramat Erwin i Julia (1990). Pierwszy sukces przyszedł z kolejnym filmem fabularnym, Sąsiad (1992), nagrodzonym na MFF Viennale.
Obca w Wiedniu (2000) i Antares (2004) reprezentowały Austrię w wyścigu o Oscara dla najlepszego filmu nieanglojęzycznego, ale nie udało im się zdobyć nominacji. Otrzymał ją zaś thriller Rewanż (2008), który stał się największym sukcesem w dorobku Spielmanna. Film miał swoją premierę w sekcji „Panorama” na 58. MFF w Berlinie, gdzie zdobył dwie nagrody. Opowiadał historię wiedeńskiego oszusta i ukraińskiej prostytutki, zamieszanych w napad na bank.